# Камеш, Владимир (футболист)
Влади́мир Ка́меш (латыш. Vladimirs Kamešs; 28 октября 1988, Лиепая) — латвийский футболист, нападающий сборной Латвии.

## Биография
Воспитанник лиепайского «Металлурга», в 2005 году дебютировал в высшей лиге Латвии, преимущественно играл в молодёжной команде. В июле 2010 года, для обретения игровой практики, был отдан в аренду клубу «Гулбене 2005» до конца сезона, стал победителем Первой лиги Латвии, а также был признан лучшим футболистом сезона первой лиги.
В августе 2011 года Камеш был выбран лучшим игроком месяца высшей лиги, а в 2012 году вновь был признан лучшим игроком месяца в октябре-ноябре. Стал лучшим полузащитником и футболистом чемпионата 2012 года.
18 февраля 2013 года подписал контракт с пермским клубом «Амкар» сроком на два с половиной года.

## Достижения

### Командные
«Металлург»
- Чемпион Латвии (2): 2005, 2009
- Серебряный призёр чемпионата Латвии: 2006, 2007, 2008, 2011
- Обладатель Кубка Латвии: 2006
- Финалист Кубка Латвии: 2005, 2011, 2012
- Победитель Балтийской лиги: 2007

«Металлург-д»
- Чемпион Латвии среди молодёжных команд Высшей лиги: 2007
- Бронзовый призёр среди молодёжных команд Высшей лиги: 2008

«Гулбене 2005»
- Победитель Первой лиги Латвии: 2010

### Личные
- Лучший игрок Первой лиги Латвии: 2010
- Лучший игрок Высшей лиги Латвии: 2012
- Лучший полузащитник Высшей лиги Латвии: 2012